# Olivier Ayache-Vidal
Ne doit pas être confondu avec Olivier Vidal.
Pour les articles homonymes, voir Ayache et Vidal.
Olivier Ayache-Vidal, né le 27 décembre 1969 à Paris, est un réalisateur et scénariste français.

## Biographie
Après des études en sciences sociales et communication, il travaille comme créatif dans une agence de publicité. Il écrit notamment des spots soutenant des causes d’intérêt général, telles que la sécurité routière, ou la lutte contre le cancer et le Sida. Il devient reporter photo en 1992. Il part en mission pour l’UNESCO et voyage pour l’agence Gamma. En cinq ans, il réalise une trentaine de reportages dans une quinzaine de pays.
En 1997, il écrit son premier scénario de bande dessinée : Fox One - Armaggedon. Pour la création de cette série de bandes-dessinées, il assiste à l’exercice militaire aérien Red Flag au Nellis Air Force Base, au Nevada, visite les porte-avions Charles de Gaulle, Foch et Clemenceau pour des exercices en haute mer, et visite des bases aériennes françaises.
Il écrit la série Fox One, avec au dessin Renaud Garreta.
En 2002, il réalise son premier court métrage, Undercover, une performance de sept minutes mélangeant cinéma et spectacle vivant, récompensée par plusieurs prix internationaux[source insuffisante].
Il tourne ensuite  Coming-out (2004) une comédie avec Omar Sy et dont le scénario fait l’objet d’une adaptation dans le spectacle d’Omar et Fred. En 2006, il réalise Mon dernier rôle, une comédie noire avec Patrick Chesnais. Elle est sélectionnée dans plus de cinquante festivals et lauréate de plusieurs prix : grand prix au Festival du court métrage d'humour de Meudon, grand prix du Festival Juste pour rire (Montréal).
En 2007, il tourne pendant six mois Hôtel du Cheval blanc, un documentaire sur les conditions difficiles vécues par des milliers de familles hébergées à l’année dans des hôtels insalubres.
En 2008, il part en Chine pour adapter et mettre en scène son premier spectacle vivant, le ballet Casse-noisette. Cette version produite par le Gruber Ballet Opéra réunit sur scène trente-neuf artistes et acrobates du Cirque national de Chine pour une tournée mondiale qui débute par la France en 2008.
En 2012, retour au cinéma: il écrit et réalise Welcome to China avec Gad Elmaleh et Arié Elmaleh. Tourné à Shanghaï, le court-métrage met en scène les deux frères dans leur propre rôle.  
En 2013, il commence l'écriture de son premier long-métrage, qui met en scène l’histoire d’un professeur d’un prestigieux lycée parisien muté dans un collège REP+ de Stains (Seine-Saint-Denis).
Pendant trois ans, il vit en immersion dans des collèges de Seine-Saint Denis, notamment le collège Barbara de Stains, qui devient la localisation principale de son film. Il choisit de faire participer les élèves de l’établissement dans le projet : ils incarnent ainsi les personnages du long-métrage.
En 2016, le tournage commence : le film s'intitule provisoirement H4-93, avant de porter son titre définitif en 2017: Les Grands Esprits, avec Denis Podalydès dans le rôle principal.
Les Grands Esprits sort en salles en France le 13 septembre 2017. Il est par la suite distribué aux États-Unis, au Canada, au Brésil, en Argentine, au Mexique, au Pérou, en Italie, en Espagne, au Japon, à Taïwan, au Nigéria, au Sénégal et en Côte d’Ivoire. Le film est étudié à l'école, dans des établissements en France et dans des pays francophones.

## Filmographie

### Réalisateur
- 2002 : Undercover
- 2005 : Coming-out
- 2006 : Mon dernier rôle
- 2008 : Hôtel du Cheval blanc
- 2013 : Welcome to China
- 2017 : Les Grands Esprits

### Scénariste
- 2002 : Undercover
- 2005 : Coming-out
- 2006 : Mon dernier rôle
- 2007 : Les Gagnants
- 2013 : Welcome to China
- 2017 : Les Grands Esprits

## Reportages photo
Entre 1992 et 1997, il travaille en tant que reporter-photographe pour l'Agence Vu, l'Agence Gamma et de nombreuses publications, en couvrant des sujets scientifiques, culturels et sociaux. Il part aussi en mission en Asie du Sud Est pour le Programme Education For All de l’UNESCO. Il y photographie les populations vulnérables dans le cadre de programmes éducatifs notamment les Akhas, Hmongs, Lisus et Karens de Thaïlande, les femmes au Bangladesh et les enfants des rues de Ho-Chi-Minh-Ville.
Il effectue une trentaine de reportages dans une quinzaine de pays dont le Bangladesh, Vietnam, Indonésie, Thaïlande, Japon, Chine, États-Unis, Jamaïque, Guyane, Népal, Brésil.

## Bande dessinée
À la fin de 1997, paraît le premier tome de « Fox One » : Armageddon, dont il signe le scénario. En 1999, paraît le second tome de la série : T.L.D (pour « Traversée Longue Durée »), puis en 2001, NDE (pour « Near Death Experience »).

### Scénarios
- Fox One, dessins de Renaud Garreta[8]

1. Armageddon, 1997  (ISBN 2-9511483-0-5)
2. T.L.D., 1999  (ISBN 2-913482-00-7)
3. NDE, 2001  (ISBN 2-913482-02-3)

## Spectacle vivant
À partir de 2008, il met en scène Casse-noisette made in China, une production du Gruber Ballet Opera mêlant danse, jeu théâtral, et acrobaties. Il adapte le conte de Hoffmann et dirige, sur scène, la troupe acrobatique de Dalian,,.

### Mise en scène Ballet
- 2009 : Casse-noisette Made in China

## Distinctions
- 2018: prix Rendez-Vous France 24 au Festival Rendez-vous du nouveau cinéma français de Rome pour Les Grands Esprits
- 2014 : prix du public du meilleur court-métrage au Gold Coast Film Festival de New York pour Welcome to China
- 2007 : prix du jury étudiant au Festival du film de Cracovie pour Mon dernier rôle
- 2006 : grand prix du Festival Juste pour Rire de Montréal pour Mon dernier rôle
- 2006 : grand prix au Festival du court métrage de Meudon pour Mon dernier rôle
- 2002 : nomination pour 1er prix au Festival des films du monde de Montréal pour Undercover
- 2002 : nomination pour le Bayard d'or au Festival international du film francophone de Namur pour Undercover
- 2002 : 2e prix du public aux Rencontres internationales du film de Beaurepaire pour Undercover
- 2002 : prix du meilleur court métrage au Festival européen du court métrage de Bordeaux pour Undercover
- 2002 : prix du public et prix spécial du jury au Festival international du film fantastique de Bruxelles pour Undercover